# Naoya Fuji
Naoya Fuji (藤 直也 Fuji Naoya?), född 31 maj 1993 i Ehime prefektur, är en japansk fotbollsspelare.
Fuji började sin karriär 2012 i Ehime FC. Han spelade 38 ligamatcher för klubben. Han avslutade karriären 2016.